# Ambato (Ecuador)
Ambato, volledige naam San Juan de Ambato, is een stad en een parochie (parroquia) in het kanton Ambato in het midden van Ecuador. Het is de hoofdstad van de provincie Tungurahua en is gelegen op bijna 2600 meter boven zeeniveau.
In het verleden is de stad meermaals getroffen door aardbevingen en vulkaanuitbarstingen. De laatste keer was op 5 augustus 1949 toen de stad grotendeels verwoest werd door een aardbeving. De stad werd echter binnen twee jaar weer helemaal opnieuw opgebouwd en om deze wederopbouw te eren wordt elk jaar het Fiesta de las flores y de las frutas (Feest van de bloemen en het fruit) georganiseerd. Momenteel is dit feest een van de grootste toeristenattracties van de stad. Daarnaast vindt elke maandag in de stad de grootste groente- fruit- en vleesmarkt van het land plaats.
Naast de bloemen en fruitindustrie is de textielindustrie de belangrijkste economische activiteit in de stad.

## Geboren
- Magaly Rodriguez Garcia (1973), historicus
- Wellington Sánchez (1974), voetballer